# Hải Châu, Liên Vân Cảng
Hải Châu (chữ Hán phồn thể:海州區, chữ Hán giản thể:) là một quận thuộc địa cấp thị Liên Vân Cảng, tỉnh Giang Tô, Cộng hòa Nhân dân Trung Hoa. Quận này có diện tích 159 ki-lô-mét vuông, dân số năm 2005 là 130.000 người. Về mặt hành chính, quận Hải Châu được chia ra các đơn vị gồm 4 nhai đạo, 2 trấn.
- Nhai đạo: Hạnh Phúc, Hải Châu, Cù Dương, Hồng Môn.
- Trấn: Cẩm Bình, Tân Bá.